# Kromosom 16
Kromosom 16 är ett av de tjugotre kromosomparen hos människan. Människor har normalt två kopior av detta kromosom. Kromosom 16 sträcker sig över cirka 90 miljoner baspar (byggmaterialet för DNA), och representerar mellan 3 procent av det totala DNA:t i cellerna. Kromosom 16 har 846 proteinkodande gener.

## Sjukdomar relaterade till förändringar av kromosom 16:[1]
16p11.2 deletionssyndrom:
   - Orsakas av en förlust av cirka 600 000 baspar på position 11.2 på den korta (p) armen av kromosom 16.
   - Innefattar över 25 gener, och effekterna inkluderar fördröjd utveckling, intellektuell funktionsnedsättning och autismtillstånd.
   - Ökad risk för fetma och anfall.
16p11.2 duplication:
   - Innebär en extra kopia av samma segment som saknas i 16p11.2 deletionssyndrom.
   - Kan orsaka liknande symtom som deletionen, inklusive autismtillstånd, men är oftast mildare.
   - Personer med duplicationen kan överföra den till sina barn.
16p12.2 mikrodeletion:
   - Orsakas av förlust av genetiskt material på p-armen av kromosom 16 vid position p12.2.
   - Förknippas med fysiska och utvecklingsmässiga avvikelser.
   - De exakta symtomen varierar och kan bero på vilka gener som saknas.
Alveolär kapillärdysplasi med felplacering av lungvener (ACD/MPV):
   - Påverkar utvecklingen av blodkärl i lungorna och kan orsakas av en deletion på kromosom 16 i regionen 16q24.1.
   - Innefattar FOXF1-gen och leder till problem med lung- och mag-tarmutvecklingen hos drabbade spädbarn.
Kärnbindningsfaktor akut myeloid leukemi (CBF-AML):
   - Förknippas med genetiska förändringar på kromosom 16, inklusive inversion (inv(16)) och translokation (t(16;16)).
   - Påverkar CBFB- och MYH11-generna och associeras med akut myeloid leukemi hos vuxna.
Rubinstein-Taybi-syndrom:
   - Ibland orsakas av en deletion på kromosom 16p13.3.
   - Allvarliga fall kan leda till tillväxthämning, intellektuell funktionsnedsättning och ökad infektionsrisk.
Cancer:
   - Förändringar i kromosom 16 är associerade med olika typer av cancer, inklusive akut myeloid leukemi (AML).
   - Translokationer och strukturella förändringar kan påverka gener som CREBBP och bidra till leukemins utveckling.
Trisomi 16 och mosaic trisomi 16:
   - Trisomi 16 innebär tre kopior av kromosom 16 och orsakar allvarliga hälsoproblem.
   - Mosaic trisomi 16 innebär extra kopior av kromosom 16 i vissa kroppsceller och kan leda till varierande symtom.
16p13.3 duplicationssyndrom:
   - Innebär en duplikation av ett region på kromosom 16 och är associerat med intellektuell funktionsnedsättning och fysiska avvikelser.